# Sévère d'Antioche
Pour les articles homonymes, voir Sévère (homonymie).
Sévère d'Antioche, né à Sozopolis en Pisidie vers 465, et mort à Xoïs en Égypte le 8 février 538, fut patriarche d'Antioche du 18 novembre 512 au 29 septembre 518. C'est un des principaux théologiens miaphysites.

## Biographie
Selon son contemporain et ami Zacharie le Rhéteur, qui lui consacra une biographie, il était issu d'une famille de rang élevé : son père était membre du sénat (βουλή) de la cité de Sozopolis, et il descendait d'un autre Sévère, évêque de la même cité à l'époque du concile d'Éphèse. Il avait deux frères plus âgés que lui, et tous trois furent envoyés étudier à Alexandrie par leur mère devenue veuve. À cette époque, affirme Zacharie, il n'avait pas encore reçu le baptême chrétien car c'était la coutume, dans sa région natale, de n'être baptisé qu'à l'âge adulte. Après de brillantes études de rhétorique à Alexandrie, il alla poursuivre sa formation à l'école de droit romain de Beyrouth, ce qui était à l'époque le parcours typique d'un fils de bonne famille.
La biographie de Zacharie est une apologie destinée à défendre Sévère des accusations qui furent portées contre lui par ses adversaires religieux au moment de son accession au patriarcat d'Antioche en 512 : on disait qu'il avait été un païen militant pendant ses années d'études, et qu'il avait notamment participé à des sacrifices clandestins à Beyrouth. Zacharie, qui fut son condisciple aussi bien à Alexandrie qu'à Beyrouth, s'inscrit en faux contre ces accusations et en appelle au témoignage de nombreux autres étudiants de l'époque encore vivants au moment de la rédaction de l'ouvrage. À l'époque de leurs études communes à Alexandrie, vers 485, les écoles de la ville furent le théâtre d'affrontements violents, qui étaient restés dans les mémoires, entre les chrétiens et des professeurs et étudiants fidèles au paganisme.
Au début surtout intéressé par ses études profanes, Sévère aurait été attiré par Zacharie, à Beyrouth, dans une association d'étudiants chrétiens constituée autour de l'ascète Évagre de Samosate. Il reçut finalement le baptême en l'église Saint-Léontios de Tripoli, Évagre étant son parrain. À la fin de ses études, il fit un pèlerinage à Émèse, où on vénérait la tête de saint Jean-Baptiste, puis à Jérusalem, et renonçant à s'établir comme avocat dans son pays natal, il revêtit l'habit monastique dans le couvent fondé à Maïouma, le port de Gaza, par l'évêque monophysite Pierre l'Ibère.
Quelque temps plus tard, Sévère quitta cet établissement et se retira en compagnie d'un autre moine nommé Anastase d'Édesse dans le désert d'Éleuthéropolis, entre Gaza et Jérusalem, pour s'y livrer dans la solitude à l'ascèse la plus rigoureuse, dont il garda ensuite des séquelles physiques. Recueilli en piteux état dans le monastère de l'abbé Romanos, situé dans la même région et réputé pour l'extrême sévérité de sa règle, il y séjourna un temps, puis retourna à Maïouma où il vécut dans une cellule de solitaire. Quand il reçut son héritage, il en consacra une partie à la fondation dans la même ville d'un monastère dont il devint le supérieur. C'est à cette époque qu'il fut ordonné prêtre par Épiphane, évêque monophysite de Magydos en Pamphylie, privé de son siège pour son opposition à l'Hénotique. Il se rattachait donc alors au courant des « Acéphales ».
À l'initiative notamment de Néphalios, un moine originaire d'Alexandrie, Sévère et ses compagnons furent accusés de monophysisme et chassés de leurs murs. Sévère se rendit à Constantinople en 508 avec 200 moines pour défendre sa cause devant l'empereur Anastase. Reçu par celui-ci grâce à de puissants appuis, il acquit un grand ascendant sur lui et resta dans la capitale jusqu'à la fin de l'année 511. Revenu en Orient pour assister au concile provincial de Sidon, Sévère fut finalement élevé au patriarcat d'Antioche après la déposition de Flavien II, soupçonné de nestorianisme, en 512 ; il fut intronisé le 18 novembre de cette année. Élie Ier, patriarche de Jérusalem, et d'autres évêques (dont les métropolites de Tyr, de Damas et de Bostra), refusèrent de le reconnaître. Cette élection, comme celle de Timothée Ier au siège de Constantinople, signifia pour beaucoup le ralliement d'Anastase au monophysisme. 
Le patriarcat de Sévère ne dura que tant que vécut Anastase. Celui-ci, mort le 9 juillet 518, fut remplacé par Justin, partisan du concile de Chalcédoine, et Sévère, menacé d'arrestation par Irénée, comte de l'Orient, dut quitter Antioche dès le 29 septembre suivant pour se réfugier à Alexandrie, « place-forte » des monophysites. En 535, il retourna à Constantinople à l'invitation de Justinien et sympathisa notamment avec le patriarche Anthime Ier, qui fut déposé pour monophysisme en mars 536, moins d'un an après son intronisation. Mennas, successeur d'Anthime, réunit un concile qui condamna Sévère, malgré l'appui que lui accorda toujours l'impératrice Théodora, qui l'avait rencontré dès le temps de son séjour en Égypte en 521. Arrêté malgré le sauf-conduit qu'il avait reçu, Sévère put s'échapper et retourner en Égypte grâce à l'impératrice. Il y finit sa vie hébergé par des sympathisants, n'ayant jamais pu regagner Antioche, mais il fut considéré jusqu'à sa mort comme le patriarche légitime de cette ville par de nombreux fidèles. Il fut inhumé dans le village monastique de l'Énaton, et son tombeau fut bientôt un lieu de pèlerinage et de culte.
Au moment de son baptême, il avait fait vœu de renoncer aux bains et de pratiquer le jeûne et les veilles, et il s'y tint toute sa vie. Quand il devint patriarche, il fit détruire les bains du palais patriarcal et renvoyer tous les cuisiniers. À la veille de sa mort, il refusa un bain dont on lui disait qu'il lui sauverait la vie, mais accepta finalement de se faire baigner avec tous ses vêtements. Pendant son patriarcat, il combattit avec constance l'existence de spectacles comme le théâtre et les courses de chars : l'une de ses homélies contient une dénonciation au ton très moderne de la cruauté subie par les chevaux dans les hippodromes. Il contribua fortement à l'abandon après 516 des Jeux olympiques célébrés à Antioche depuis l'an 41 (concours isolympique).
Outre la biographie déjà citée de Zacharie le Scholastique, une autre écrite du vivant de Sévère est due à Jean bar Aphthonia, « supérieur du monastère de Beith-Aphthonia ».

## Doctrine
Sévère s'attacha à suivre l'enseignement de Cyrille d'Alexandrie. Sa doctrine était totalement distincte de celle d'Eutychès, qu'il condamna explicitement. Avant 508, il rejetait l'Hénotique, mais l'accepta quand il devint patriarche d'Antioche (affirmant, dans un synode en 514, que cet édit annulait le concile de Chalcédoine) . Il tenait que Jésus-Christ avait une seule « nature divino-humaine » (φύσις θεανδρική), nature composée (φύσις σύνθετος), et il admettait la formule έκ δύο φύσεων (« venant de deux natures »). 
Suivant le rapport de l’évêque Bar-Hebraeus, il exposait ainsi sa doctrine :

« En Jésus-Christ, il n’y a qu’une nature, la divine et l’humaine, sans confusion, sans mélange et sans corruption, et qui demeurent ce qu’elles étaient ; de même que la nature de l’homme est de deux natures, de l’âme et du corps ; et que le corps est aussi composé de deux natures, la matière et la forme, sans que l’âme soit changée au corps et la matière en la forme. »

À cette nature unique correspondaient pour lui des « activités (ou opérations) divino-humaines » (ένέργειαι θεανδρικαί), sans qu'on puisse distinguer les « activités divines » et les « activités humaines », comme dans la formulation des partisans du concile de Chalcédoine. Il attribuait aussi au Christ une seule volonté (monothélisme).
En 518, il retrouva à Alexandrie son ancien allié Julien d'Halicarnasse et s'opposa à lui sur la question de la corruptibilité du corps du Christ avant la Résurrection : les sévériens admettant cette corruptibilité (comme volontairement assumée, et non nécessitée par une nature humaine distincte) furent appelés Φθαρτολάτραι ou Corrupticolae par les julianistes ; inversement, ils accusèrent ceux-ci, tenants de l'incorruptibilité du corps du Christ, de verser dans le docétisme (Άφθαρτοδοκῆται). En 535, Théodose, disciple de Sévère, et Gaianos, disciple de Julien, se disputèrent le titre de patriarche d'Alexandrie.

## Œuvre
Sévère fut un écrivain abondant et n'écrivait qu'en grec. Mais à partir de 536, tous ses écrits furent voués au feu, et toute personne convaincue de les conserver pouvait avoir la main droite coupée. Il en résulte que seuls des fragments subsistent en langue grecque, mais beaucoup de textes, en revanche, ont été conservés en traduction syriaque. Un travail systématique de traduction de son œuvre en syriaque fut effectué de son vivant, entre 519 et 528, par son disciple syrien Paul de Callinicum. 
Il faut citer d'abord les textes de polémique doctrinale : le dialogue intitulé Philalêtês (L'Ami de la vérité), composé à Constantinople en 509-511 et dirigé contre les tenants du concile de Chalcédoine ; la controverse qui s'ensuivit avec un certain Jean le Grammairien de Césarée, qui avait composé une réponse (notamment la Défense de Philalêtês et le Contre Jean le Grammairien, rédigé après 519) ; la correspondance avec Serge le Grammairien, datant des années 518-520, dans laquelle Sévère définit précisément et clairement sa doctrine face à un « monophysite » avec lequel il était en désaccord ; le corpus abondant lié à la polémique avec les julianistes.
Ensuite les sermons : ceux qu'il prononça comme patriarche d'Antioche sont connus sous le nom d'Homélies cathédrales et ont été préservés dans deux traductions syriaques différentes, celle de Paul de Callinicum et celle de Jacques d'Édesse. 125 sont publiés dans la collection Patrologia Orientalis.
Sévère a également composé des hymnes, préservés dans une traduction syriaque de Paul d'Édesse (début du VIIe siècle) révisée par Jacques d'Édesse. L'ensemble de sa correspondance comprenait près de 3 800 lettres ; il en reste de très nombreux fragments, et plusieurs lettres entières inédites.
Sévère est peut-être l'auteur de la Théosophie de Tübingen, un recueil d'oracles en grec. Ses textes apparaissent dans CPG 7022-7080.

## Manichéisme
La 132ème homélie de Sévère d'Antioche, contre les manichéens, uniquement préservée en syriaque, bien qu'originellement écrite en grec, est parmi les sources indirectes les plus riches sur le manichéisme . Cette homélie contient de très nombreuses citations d'un texte manichéen, depuis disparu. Originellement, il a été proposé que ce texte était le Livre des Géants. Cependant, depuis, des extraits du Livre des Géants ont été publiés et édités (notamment Henning 1943: "The Book of Giants" BSOAS, 52-74) et cette hypothèse semble improbable. Scopello (2001: 208), puis Gardner & Lieu (2004: 160) ont proposé qu'il s'agissait en réalité de la Pragmateia mais cela est remis en doute par Baker-Brian 2011: 82-83: en effet, les citations de Sévère sont très différentes des citations de la Pragmateia par Théodore Bar Konai trois siècles plus tard. De plus, la Pragmateia est principalement un texte de légendes, alors que le texte cité par Sévère d'Antioche est un texte de théologie rationnelle. 
Kugener et Cumont ont traduit des extraits de la 132ème homélie, présentés avec le texte syriaque. L'aspect polémique est très présent dans cette homélie, qui ne se contente pas d'essayer de contredire et de rejeter les arguments théologiques manichéens, mais les appelle également les "très pervers Manichéens", "ces pervers": "Mais il est permis, semble-t-il, à ces pervers d'imaginer et de débiter vainement ces sottises et ces blasphèmes et (toutes ces choses) qui ne peuvent nullement être [...]". On est là très loin de Saint Augustin qui "s'adresse avec douceur à ses camarades d'antan" (manichéens).
Un des arguments importants de l'homélie de Sévère consiste à rejeter la possibilité que le principe du Bien et de la Lumière et celui du Mal et de la Matière soient tous les deux existant de toute éternité. Il explique notamment que la matière étant finie, le principe du mal, qui est également celui de la matière, ne peut être infini. Il cite le texte manichéen qui dit: "Chacun d'entre eux, en effet, est incréé et sans commencement, et le Bien qui est la Lumière et le Mal qui est à la fois les Ténèbres et la Matière, et ils n'ont rien de commun l'un avec l'autre", et commente: "Eh quoi ! Réponds à mes questions. Déclarerons-nous aussi que les deux principes sont infinis ? À ce qui est incréé et sans commencement appartient, en effet, nécessairement aussi l'infini. Et l'infini a comme propriété d'être incorporel. Et ce qui est incorporel est évidemment aussi intellectuel. Et comment n'est-il pas manifestement de la dernière folie de dire que la Matière est immatérielle et intellectuelle ? Et si tous les deux sont infinis et ne sont retenus nulle part, il est de toute nécessité que des choses tout à fait contraires et opposées et qui par nature ne s'accordent pas ensemble, se mélangent. Et dès lors il n'y a plus deux principes, mais un seul principe, mélangé et mêlé. [...]".